# دفنية صفراء
دفنية صفراء (الاسم العلمي:Daphnopsis flavida) هي نوع من النباتات تتبع جنس الدفنية من الفصيلة المثنانية.